# Władysław Henzel
Władysław Henzel (ur. 1941 w Lubli, zm. 10 marca 2023) – pułkownik Wojska Polskiego w stanie spoczynku.

## Wykształcenie
Z wykształcenia oficer lotnictwa (Techniczna Oficerska Szkoła Wojsk Lotniczych w Oleśnicy), pedagog wojskowy (magisterskie studia pedagogiczne), dziennikarz (podyplomowe studia dziennikarskie), a także bibliotekarz i bibliograf (podyplomowe studia bibliotekoznawstwa i informacji naukowej).

## Służba wojskowa
W Wojsku Polskim służył 38 lat do roku 1999. W tym czasie był m.in. redaktorem naczelnym Polskiej Bibliografii Wojskowej, wicedyrektorem Centralnej Biblioteki Wojskowej, dyrektorem Biblioteki Naukowej Sztabu Generalnego Wojska Polskiego, a także członkiem Rady ds. Terminologii Wojskowej przy Ministrze Obrony Narodowej. 

## Rezerwa
Pełnił funkcję dyrektora Wydawnictwa Wyższej Szkoły Pedagogicznej Towarzystwa Wiedzy Powszechnej w Warszawie.
W przeszłości był również związany z wieloma instytucjami kultury i nauki, m.in. z Biblioteką Narodową i Centralnym Ośrodkiem Naukowej Informacji Wojskowej.

## Publikacje
Jest autorem lub współautorem wielu bibliografii, opracowań i artykułów. Do najważniejszych należy zaliczyć:
- Powstanie Warszawskie. Bibliografia selektywna. Tom 1-2 (1994), Tom 3 (1996) / Władysław Henzel, Irena Sawicka. – Warszawa: Centralna Biblioteka Wojskowa; Departament Stosunków Społecznych Ministerstwa Obrony Narodowej[4][5]
- Wojna w Zatoce Perskiej. Bibliografia selektywna za okres sierpień 1990 – sierpień 1992 / oprac. zespół w składzie Krystyna Piwowarska et al., pod red. Władysława Henzla. – Warszawa: Centralna Biblioteka Wojskowa, 1993[6]
- Wojna obronna Polski w 1939 r. Bibliografia za lata 1985-1989 / Władysław Henzel, Irena Sawicka. – Warszawa: Centralna Biblioteka Wojskowa, 1992[7]
- Wojna obronna Polski w 1939 r. Bibliografia za lata 1980-1984 / Władysław Henzel, Irena Sawicka. – Warszawa: Centralna Biblioteka Wojskowa, 1986
- Kampania Wrześniowa 1939 r. Bibliografia. Tom 1-2 / Izabela Kowalska, Irena Sawicka, współpraca Władysław Henzel, Katarzyna Świerczyńska et al. – Warszawa: Departament Wychowania i Promocji Obronności Ministerstwa Obrony Narodowej, Krajowy Związek Byłych Żołnierzy Polskich Sił Zbrojnych na Zachodzie, Centralna Biblioteka Wojskowa, 2002
- Strategia, sztuka operacyjna i taktyka Wojska Polskiego w latach 1945-1988. Bibliografia selektywna za lata 1978-1988 / Władysław Henzel, Renata Iglewska, Izabela Kowalska. – Warszawa: Akademia Obrony Narodowej; Centralna Biblioteka Wojskowa, 1991[8]
- Militarne aspekty odrodzenia Rzeczypospolitej (1914-1921). Bibliografia. [Dokument elektroniczny, 1 dysk optyczny CD-ROM] / Władysław Henzel, Irena Sawicka, współpraca Andrzej Grodecki et al. – Warszawa: Centralna Biblioteka Wojskowa, 1998
- Militarne aspekty odrodzenia Rzeczypospolitej. Bibliografia. Tom 1-2. / oprac. zespół w składzie Andrzej Grodecki, Władysław Henzel, Irena Sawicka et al., pod red. Andrzeja Grodeckiego. – Warszawa: Centralna Biblioteka Wojskowa, 1998
- 70 lat Stowarzyszenia Bibliotekarzy Polskich 1917-1987 (materiały do bibliografii) / Władysław Henzel, Kazimierz Zieliński. – Warszawa: Wydawnictwo Stowarzyszenia Bibliotekarzy Polskich, 1987
- Bibliografia wojennej służby kobiet / oprac. zespół w składzie Maria Harz, Władysław Henzel, Irena Sawicka; pod red. Ireny Sawickiej. – Warszawa: Centralna Biblioteka Wojskowa; Toruń: Fundacja „Archiwum Pomorskiej Armii Krajowej, 1999
- Centralny Ośrodek Naukowej Informacji Wojskowej. Bibliografia selektywna za lata 1970-2001 / Władysław Henzel // Przegląd Informacyjno-Dokumentacyjny / Centralny Ośrodek Naukowej Informacji Wojskowej. – 2002, nr 2, s. 59-95
- Języki informacyjno-wyszukiwawcze. Bibliografia selektywna za lata 1968-2003  / Władysław Henzel, Jacek Henzel // Przegląd Informacyjno-Dokumentacyjny / Centralny Ośrodek Naukowej Informacji Wojskowej. – 2004, nr 2, s. 97-124
- Koncepcja procesu budowy i utrzymania specjalistycznych baz danych w resorcie obrony narodowej / Władysław Henzel, Ewa Foltyniewicz, Bożena Gburzyńska, Ryszard Łagun. – Warszawa: Centralny Ośrodek Naukowej Informacji Wojskowej, 1995[9]
- 70 lat Polskiej Bibliografii Wojskowej / Władysław Henzel // Wojsko i Wychowanie. – 1991, nr 5, s. 102-103
- Polska Bibliografia Wojskowa / Władysław Henzel // Polska Zbrojna. – 1991, nr 118, s. 5
- Polska Bibliografia Wojskowa 1921-1991 / Władysław Henzel / Wojskowy Przegląd Historyczny. – 1991, nr 3/4, s. 362-363
- Współpraca Wojska z Ligą Ochrony Przyrody / Władysław Henzel // Kultura i Oświata. – 1978, nr 2, s. 86-97
- Szkolenie kwalifikowanych kadr dla rolnictwa / Władysław Henzel // Kultura i Oświata. – 1978, nr 2, s. 185-190
- Kursy pedagogiczne dla kadry zawodowej z wyższym i średnim wykształceniem technicznym / Władysław Henzel // Kultura i Oświata. – 1978, nr 1, s. 130-136
- Wojsko ojczystej przyrodzie / Władysław Henzel // Żołnierz Wolności. – 1976, nr 250, s. 4
- Powstała ze społecznego zapotrzebowania. 75-lecie Polskiej Bibliografii Wojskowej. Rozmowa z płk. Władysławem Henzlem, wicedyrektorem Centralnej Biblioteki Wojskowej ds. biblioteczno-informacyjnych i redaktorem naczelnym Polskiej Bibliografii Wojskowej / rozm. Jarosław Gdański // Polska Zbrojna. – 1996, nr 160, s. 8

## Odznaczenia
Wielokrotnie odznaczony wysokimi odznaczeniami państwowymi i resortowymi, min.:
- Złotym, Srebrnym (dwukrotnie), Brązowym Krzyżem Zasługi
- Złotym, Srebrnym, Brązowym Medalem „Za zasługi dla obronności kraju”
- Złotym, Srebrnym, Brązowym Medalem „Siły Zbrojne w Służbie Ojczyzny”
- Medalem Komisji Edukacji Narodowej (dwukrotnie)
- Medalem Centralnej Biblioteki Wojskowej
- Medalem Centrum Ustawicznego Kształcenia Bibliotekarzy
- Odznaką Zasłużonego Działacza Kultury
- Brązowym medalem X-lecia WSP TWP (za szczególne zasługi w tworzeniu i umacnianiu Uczelni, 2008)